# Lendvai Jenő
Lendvai Jenő (Temesvár, 1883 – Temesvár, 1946) közgazdasági szakíró, próza- és drámaíró, műfordító.

## Életútja
Elvégezte a budapesti Keleti Akadémiát, majd jogi tanulmányokat folytatott Budapesten és Kolozsvárt. Főtitkára volt a temesvári Kereskedelmi és Iparkamarának, titkára a Bánáti Gyárosok Szövetségének, a Középeurópai Lloyd című kétnyelvű (magyar és német) közgazdasági szaklap munkatársa (1922–35). Gyakori külföldi útjai során bejárta Ausztriát, a Balkán-félszigetet, Belgiumot, Németországot, Olaszországot, Angliát, s tapasztalatait érdekes útinaplóba rögzítette.

## Irodalmi munkássága
Irodalmi munkásságát műfordítóként kezdte: francia tárcákat, novellákat ültetett át magyarra, magyar írásokat fordított németre. Novellái, közgazdasági tanulmányai, politikai cikkei, úti beszámolói a temesvári és budapesti lapokban (legtöbbnyire a Temesvári Hírlapban), szakfolyóiratokban jelentek meg. A Borovszky Samu szerkesztésében megjelent Magyarország vármegyéi és városai sorozat egyik kötete számára ő írta meg a Temesvár és Temes megye kereskedelmét, hitelügyeit, pénzügyét bemutató fejezeteket; Temesvár város közgazdasági leírása című monográfiáját a Közgazdasági Szemle adta ki (1908. évi január–augusztus havi füzetek). Lachei und Gentlemen, Stichbilder aus England című úti beszámolója Temesvárt jelent meg évjelölés nélkül.
Villasor 33 című vígjátékát 1930-ban mutatta be a temesvári színház. Ki volt Miss Hill? című regényét 1939-ben folytatásokban közölte a Temesvári Hírlap.

## Művei
- Temesvár város közgazdasági leírása, Budapest, 1908

## Társasági tagság
- Arany János Társaság